# Caos calmo
Cet article concerne le film d'Antonello Grimaldi. Pour le livre de Sandro Veronesi, voir Chaos calme.
Pour plus de détails, voir Fiche technique et Distribution.
Caos calmo est un film dramatique italo-britannique d'Antonello Grimaldi tourné en 2007 et sorti en 2008. 
Il s'agit d'une adaptation du roman homonyme de Sandro Veronesi, couronné par le prix Strega en 2006. Le film a été sélectionné pour le Festival de Berlin 2008.

## Synopsis
Pietro Paladini, directeur d’une chaîne de cinéma, marié et père d'une fillette de 10 ans, voit sa vie heureuse bouleversée par la mort brutale de son épouse Lara. Il entre alors dans un « chaos calme » et se réfugie dans une observation distanciée du monde qui l'entoure, suscitant l'incompréhension de ses proches et de ses collègues de travail.

## Fiche technique
- Titre : Caos calmo
- Réalisation : Antonello Grimaldi
- Scénario : Nanni Moretti, Laura Paolucci et Francesco Piccolo, d'après le roman Caos calmo de Sandro Veronesi
- Musique : Paolo Buonvino
- Photographie : Alessandro Pesci
- Montage : Angelo Nicolini
- Production : Domenico Procacci
- Société de production : Fandango, Phoenix Film Investments, Rai Cinema et Portobello Pictures
- Société de distribution : Bac Films (France)
- Pays de production :  Italie et  Royaume-Uni
- Genre : Drame et romance
- Durée : 105 minutes
- Dates de sortie :
  - Italie : 1er février 2008
  - France : 10 décembre 2008

## Distribution
- Nanni Moretti : Pietro Paladini
- Alessandro Gassman (VF : Damien Boisseau) : Carlo Paladini, le frère cadet de Pietro
- Valeria Golino : Marta, la belle-sœur de Pietro
- Hippolyte Girardot : Jean-Claude, ami et collègue de Pietro
- Blu Di Martino : Claudia Paladini, la fille unique de Pietro
- Isabella Ferrari (VF : Blanche Ravalec) : Eleonora Simoncini, la femme sauvée par Pietro
- Silvio Orlando : Samuele
- Charles Berling : Boesson
- Denis Podalydès : Thierry
- Kasia Smutniak : Jolanda, la jolie fille au chien
- Roman Polanski : Steiner
- Alba Rohrwacher : Annalisa
- Manuela Morabito : Maria Grazia
- Beatrice Bruschi : Benedetta
- Sara D'Amico : Francesca
- Roberto Nobile : Taramanni
- Babak Karimi : Mario
- Tatiana Lepore : la mère de Matteo

## Bande son
La musique du film a été composée par Paolo Buonvino mais la bande sonore reprend des morceaux de Radiohead, Stars, Rufus Wainwright et surtout L'amore trasparente, écrit spécifiquement pour le film par Ivano Fossati qui a été récompensé par un « David di Donatello per la migliore canzone originale 2008 ».